# Први сазив Народне скупштине Републике Србије
Први сазив Народне скупштине Србије конституисан је 11. јануара 1991. године.
Посланици у овај сазив изабрани су на првим вишестраначким изборима одржаним 9. децембра 1990. године.

## Декларације скупштине
Поред великог броја закона, Скупштина је током 1991. године донела и неколико декларација у вези са насиљем и злочинима над српским народом у Хрватској, сецесијом Хрватске и подршком сецесији од стране Европске заједнице.

## Расподела мандата
Први сазив чини 250 народних посланика, а изборне листе имају следећи број мандата:
| Изборна листа                                     | Мандата |
| ------------------------------------------------- | ------- |
| Социјалистичка партија Србије                     | 194     |
| Српски покрет обнове                              | 19      |
| Демократска странка                               | 7       |
| Савез реформских снага Југославије за Војводину   | 2       |
| Сељачка странка Србије                            | 2       |
| Народна сељачка странка                           | 1       |
| Удружење за југословенску демократску иницијативу | 1       |
| Странка Југословена                               | 1       |
| Српска демократска странка                        | 1       |
| Демократска заједница војвођанских Мађара         | 8       |
| Странка демократске акције                        | 3       |
| Демократски савез Хрвата у Војводини              | 1       |
| Партија за демократско деловање                   | 1       |
| Демократска реформска странка Муслимана           | 1       |
| Групе грађана                                     | 8       |
 - листа националне мањине
 - групе грађана
За председника Скупштине изабран је Слободан Унковић (1991) касније га је заменио Александар Бакочевић (1991—1993) а за председника владе Драгутин Зеленовић (1991) кога је током мандата заменио Радоман Божовић (1991—1993).